# مورفیسپتین
مورفیسپتین (به انگلیسی: Morphiceptin) با فرمول شیمیایی C۲۸H۳۵N۵O۵ یک ترکیب شیمیایی با شناسه پاب‌کم ۱۱۹۳۰۳ است. که جرم مولی آن ۵۲۱٫۶ g/mol می‌باشد. 